# Echeveria penduliflora
Echeveria penduliflora är en fetbladsväxtart som beskrevs av Walther. Echeveria penduliflora ingår i släktet Echeveria och familjen fetbladsväxter. Inga underarter finns listade i Catalogue of Life.